# بریجت اسلوآن
بریجت اسلوآن (به انگلیسی: Bridget Sloan) ژیمناست زادهٔ ۲۳ ژوئن ۱۹۹۲ میلادی اهل کشور ایالات متحده آمریکا است.